# Інзелга
Інзелга́ (рос. Инзелга, башк. Игенйылға) — село у складі Гафурійського району Башкортостану, Росія. Адміністративний центр Більської сільської ради.
Населення — 389 осіб (2010; 441 в 2002).
Національний склад:
- башкири — 55%
- татари — 43%